# Lanzenkirchen
Lanzenkirchen è un comune austriaco di 3 866 abitanti nel distretto di Wiener Neustadt-Land, in Bassa Austria; ha lo status di comune mercato (Marktgemeinde).